# Apocalipsis de Elías
El Apocalipsis de Elías es una anónimo apócrifo que se presenta como una revelación dada por un ángel.  Hoy se conocen dos versiones: una versión cristiana fragmentaria en Copto y una versión hebrea judía.  El título deriva de las menciones de Elías dentro del texto, aunque no hay otra razón para suponer que se pretende que sea el autor.

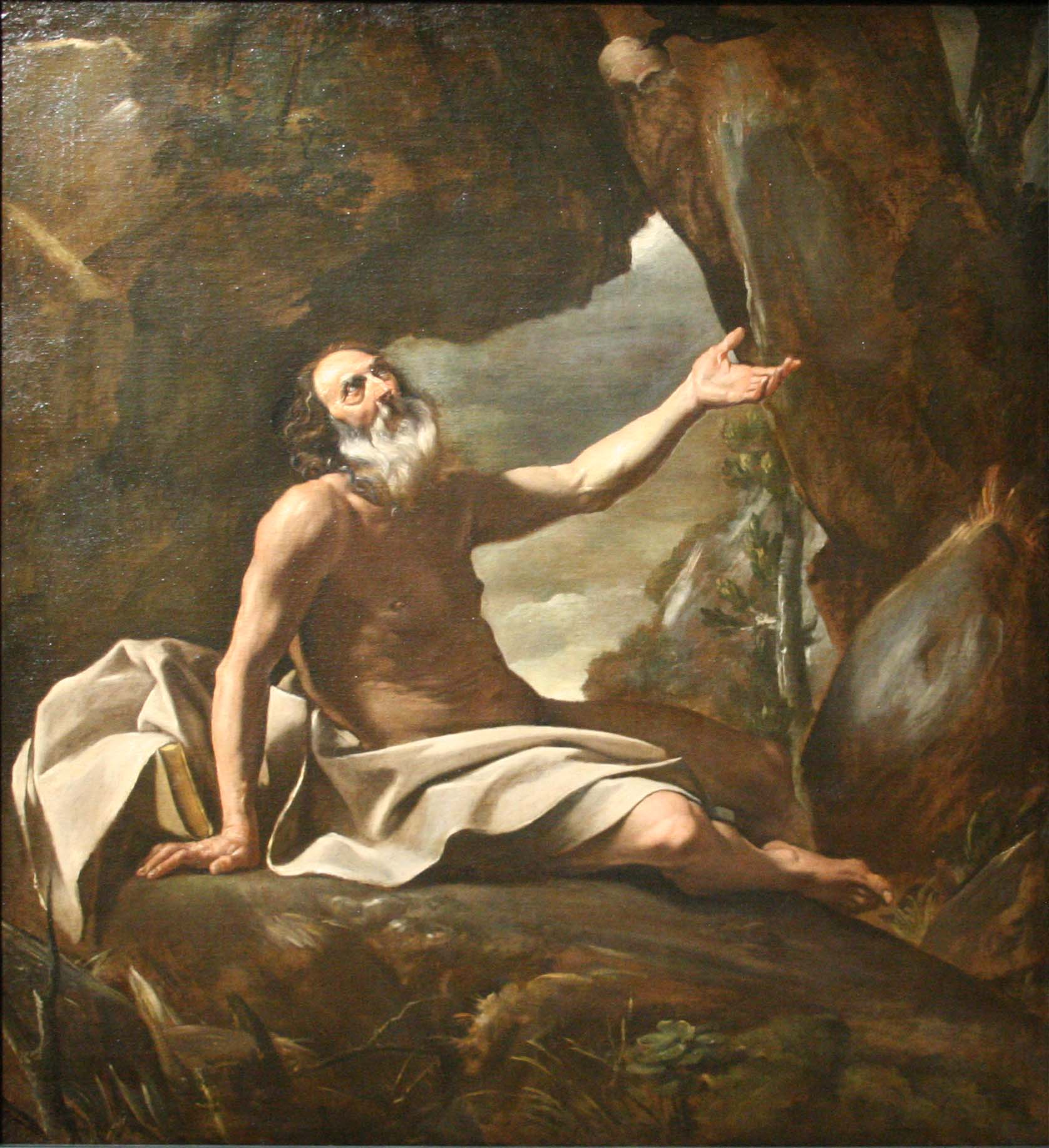
Elías alimentado por el cuervo. Óleo por Giovanni Lafranco, c. 1625. Museo de Bellas Artes, Marsella.

## Citas y procedencia
Este apocalipsis se menciona en las cartas apostólicas, la Septuaginta, Sinopsis de Pseudo-Atanasio, Esticometría de Nicéforo, y la lista armenia de Mechithar.  Orígenes, Ambrosiaster y Eutalius le atribuyen I Corintios 2:9:
 Cosas que ojo no vio, ni oído oyó, ni han subido en corazón de hombre, son las que Dios ha preparado para los que le aman. 
Si tienen razón, el apocalipsis es pre-paulino.  La forma peculiar en la que aparece esta cita en Clemente de Alejandría, Protéptico x.  94, y las  epístolas  vii.  32, muestra que ambos tienen la misma fuente, probablemente este apocalipsis.
Epifanio atribuye a esta obra Ef. 5:14:
 Despierta tú que duermes, y levántate de entre los muertos, y Cristo te alumbrará. 
La versión judía del Apocalipsis de Elías fue publicada por Adolfo Jellinek en 1855 y Moisés Buttenwieser en 1897. Theodor Zahn asigna este apocalipsis al siglo II d. C. pero otros eruditos rechazan una fecha tan temprana.
Se cree que las dos versiones existentes se derivan del mismo original, que sería el citado por el apóstol Pablo.  La versión copta ha sido cristianizada y la versión hebrea abreviada.

## Texto
La versión cristiana es esencialmente una redacción de cinco obras originalmente separadas:
- Un tratado sobre ayuno y oración
- Una profecía acerca de los asirios, de eventos que en realidad ya habían sucedido cuando se escribió el texto.  Los reyes mencionados en la sección no han sido identificados con certeza.
- Un relato de la futura llegada de un "hijo del desafuero", posteriormente reeditado por un cristiano para referirse al Anticristo.  Describe al Anticristo/ yerno de la ley  en detalle, incluso mencionando que sus  cejas le llegarán a las orejas , es de piernas flacas, joven pero calvo, pero tiene un mechón de cabello gris en la parte delantera,  y que tiene una mancha desnuda en el frente de sus manos.
- Un relato de los martirios de Elías y Enoc (basado en la muerte de los dos testigos en el Libro de Apocalipsis), el martirio de Tabita (de los Hechos de los Apóstoles), y otros sesenta hombres.
- Un relato de la destrucción del "hijo del desafuero" después del juicio final, luego reeditado por un cristiano para referirse al Anticristo.